# Eilema nubeculoides
Eilema nubeculoides là một loài bướm đêm thuộc phân họ Arctiinae, họ Erebidae.